# باتیک ایر
باتیک ایر (به انگلیسی: Batik Air) یک شرکت هواپیمایی با کد یاتا ID است که در تاریخ ۱ مارس ۲۰۱۳ میلادی تأسیس شده و در تاریخ ۳ مه ۲۰۱۳ فعالیتش را آغاز کرده‌است. دفتر مرکزی باتیک ایر در جاکارتا، اندونزی واقع شده‌است و به ۱۲ مقصد، پرواز مستقیم انجام می‌دهد.